# 北海道文教大学短期大学部
北海道文教大学短期大学部（ほっかいどうぶんきょうだいがくたんきだいがくぶ、英語: Hokkaido Bunkyo University Junior College）は、北海道札幌市南区藤野400に本部を置いていた日本の私立大学である。1963年に設置され、2011年に廃止された。大学の略称は文教短。

## 概観

### 大学全体
- 北海道札幌市南区に所在した日本の私立短期大学で、設置主体は学校法人鶴岡学園[注 6]。
- 1963年に北海道栄養短期大学として開学。当初は１学科体制だったが[5]、増設により一時期は3学科体制となる。2000年度より学科及び入学定員の減少が目立ち始め、最終的には1学科体制と小規模化された。かつては恵庭市にもキャンパスがあったが廃止された。
- 2009年度の入学生を最後に[注釈 2]、2011年に短期大学としての使命を終える[注釈 3]。

### 建学の精神（校訓・理念・学是）
- 北海道文教大学短期大学部の学訓は「清く 正しく 雄々しく進め」となっている。

### 教育および研究
- 北海道文教大学短期大学部に幼児保育学科があり、大学附属幼稚園での｢教育実習｣も取り入れられている。

### 学風および特色
- 北海道文教大学短期大学部は、大学に付設された短大となっているが、札幌市内に独自のキャンパスをもっている。
- 末期は、女子を対象とした短大となっていた[注 7]。

## 沿革
- 1942年
  - 6月 北海道庁立札幌高等学校の家事科教諭であった鶴岡新太郎夫妻により開校した栄養士養成所に端を発する[9]
- 1947年
  - 北海道栄養学校に改称。
- 1959年
  - 1月19日 学校法人が成立する[10]。
- 1963年
  - 1月21日 左記を以て文部省[注 8]より短期大学の設置が認可される[注 9]。
  - 4月1日 北海道栄養短期大学（ほっかいどうえいようたんきだいがく）が以下の学科体制にて開学[13][14]。
    - 食物栄養科 入学定員50名

  - 5月1日 学生数[15]/定員
    - 食物栄養科 136[注釈 4]/50
- 1964年
  - 4月1日 食物栄養科の入学定員を50→100[注 10]に増員[17]。
  - 5月1日 学生数[18]/定員
    - 食物栄養科 257[注釈 4]/150
- 1965年
  - 1月21日 別科の設置が認められ、以下の課程を設ける[19]。
    - 調理専修 入学定員50名

  - 5月1日 学生数[20]/定員
    - 食物栄養科 330[注釈 4]/200
- 1966年
  - 4月1日 この年度における出来事を以下、列挙する[21]。
    - 以下の学科を増設する。
      - 家政科 入学定員50名[注 11]

    - 食物栄養科の入学定員を100→150に増員[注 12]。

  - 5月1日 学生数[24]/定員
    - 食物栄養科 38[注釈 4]/250
    - 家政科 45[注釈 4]/50
- 1967年
  - 5月1日 学生数[25]/定員
    - 食物栄養科 367[注釈 4]/300
    - 家政科 100[注釈 4]/100
- 1968年
  - 4月1日 この年度における出来事を以下、列挙する[26]。
    - 以下の学科を増設する
      - 幼児教育科 入学定員50名[注 13]

    - 食物栄養科の入学定員を150→200に増員[注 14]。

  - 5月1日 学生数[31]/定員
    - 食物栄養科 365[注釈 4]/350
    - 家政科 73[注釈 4]/100
    - 幼児教育科 30[注釈 4]/50
- 1970年
  - 5月1日 学生数[32]/定員
    - 食物栄養科 376[注釈 4]/400
    - 家政科 25[注釈 4]/100
    - 幼児教育科 67[注釈 4]/100
- 1979年
  - 4月1日 以下、学科名の変更あり[注 15]。
    - 食物栄養科→食物栄養学科
    - 家政科→家政学科
    - 幼児教育科→幼児教育学科
- 1981年
  - 1月20日 専攻科の設置が認められ、以下の課程を設ける[35]
    - 食物専攻 入学定員30名
- 1983年
  - 4月1日 家政学科の入学定員を50→100に増員[注 16]。
  - 5月1日 学生数[40]/定員
    - 食物栄養学科 416[注釈 4]/400
    - 家政学科 218[注釈 4]/150
    - 幼児教育学科 217[注釈 4]/100
- 1984年
  - 5月1日 学生数[41]/定員
    - 食物栄養学科 430[注釈 4]/400
    - 家政学科 230[注釈 4]/200
    - 幼児教育学科 196[注釈 4]/100
- 1985年
  - 4月1日 幼児教育学科の入学定員を50→100に増員[注 17]。
  - 5月1日 学生数[46]/定員
    - 食物栄養学科 328[注釈 4]/400
    - 家政学科 176[注釈 4]/200
    - 幼児教育学科 220[注釈 4]/150
- 1986年
  - 5月1日 学生数[47]/定員
    - 食物栄養学科 286[注釈 4]/400
    - 家政学科 159[注釈 4]/200
    - 幼児教育学科 264[注釈 4]/200
- 1987年
  - 5月1日 学生数[48]/定員
    - 食物栄養学科 366[注釈 4]/400
    - 家政学科 149[注釈 4]/200
    - 幼児教育学科 243[注釈 4]/200
- 1988年
  - 4月1日 家政学科を生活文化学科に改称[注 18]。
  - 5月1日 学生数[54]/定員
    - 食物栄養学科 404[注 19]/400
    - 生活文化学科[注 20] 189[注釈 4]/200
    - 幼児教育学科 209[注釈 4]/200
- 1991年
  - 4月1日 生活文化学科の入学定員を100→150に増員[注 21]。
  - 5月1日 学生数[59]/定員
    - 食物栄養学科 509[注釈 5]400
    - 生活文化学科 307[注釈 4]/250
    - 幼児教育学科 222[注釈 4]/200
- 1992年
  - 5月1日 学生数[注 22]/定員
    - 食物栄養学科 474[注 23]/400
    - 生活文化学科 376[注釈 4]/300
    - 幼児教育学科 222[注釈 4]/200
- 1994年
  - 4月1日 北海道文教短期大学（ほっかいどうぶんきょうたんきだいがく）と改称[62]。
  - 5月1日 学生数[63]/定員
    - 食物栄養学科 447[注釈 5]/400
    - 生活文化学科 388[注釈 4]/300
    - 幼児教育学科 280[注釈 4]/200
- 1999年
  - 4月1日 この年度における出来事を以下、列挙する[64]。
    - 以下、学科の定員減あり[注 24]
      - 食物栄養学科 200[66]→140
      - 生活文化学科 150[66]→60

    - 以下の学科については、この年度で学生募集を最終とする[注 25]。
      - 生活文化学科[注 26]

  - 5月1日 学生数[70]/定員
    - 食物栄養学科 402[注 27]/340
    - 生活文化学科 104[注釈 4]/210
    - 幼児教育学科 243[注釈 4]/200
- 2000年
  - 4月1日 食物栄養学科の入学定員を140→150に増員[注 28]。
- 2002年
  - 4月1日
    - 北海道文教大学短期大学部に改称[注 29]。
    - 以下の学科については、この年度で学生募集を最終とする[注 30]。
      - 食物栄養学科[注 31]
- 2004年
  - 3月31日 以下については左記をもって正式に廃止となる[78]
    - 専攻科食物専攻
    - 別科調理専修
- 2005年
  - 4月1日 この年度の入学生より幼児教育学科を幼児保育学科に改称し、入学定員を100→140に増員[注 32]。
- 2009年
  - 4月1日
    - 幼児保育学科の入学定員を140→80に減員[注 33]。
    - この年度で短期大学としての学生募集を最終とする[注釈 2]。
- 2011年
  - 10月17日 左記をもって正式に廃止となる[注釈 3]。

## 基礎データ

### 所在地
- 北海道札幌市南区藤野400[注釈 1]

### 象徴
- 北海道文教大学短期大学部のカレッジマークは学校法人名から、ツルをイメージしたものとなっている [81]。

## 教育および研究

### 組織

#### 学科
- 幼児保育学科 入学定員80名[注 34]

#### 過去にあった学科
- 生活文化学科 入学定員60名[注 35]
- 食物栄養学科 入学定員150名[注 36]

#### 専攻科
- 食物専攻 入学定員30名[82]

#### 別科
- 調理専修 入学定員50名[65]

#### 取得資格について
- 幼児保育学科では、幼稚園教諭二種免許状と保育士資格が取得できる。
- 過去にあった食物栄養学科には栄養士資格が取得できるカリキュラムが設定されていた。
- かつて中学校教諭二種免許状（家庭・保健）が、生活文化学科・食物栄養学科それぞれに設置されていた[注 37]。
- 別科調理専修では、調理師資格が取得できるカリキュラムが設置されていた。

### 研究
- 『北海道栄養短期大学研究紀要』[84]
- 『北海道文教短期大学研究紀要』[85]

## 学生生活

### 部活動・クラブ活動・サークル活動
- 北海道文教大学短期大学部のクラブ活動
  - 体育系：バスケットボール・テニス・バドミントン・バレーボールほか
  - 文化系：折り紙・人形劇ほか

### 学園祭
- 北海道文教大学短期大学部の学園祭は「文華祭」と呼ばれ現在は、札幌キャンパスで行われている。かつてあった恵庭キャンパスでは｢華食祭｣として行われていた。

### スポーツ
- バレーボール部、卓球部が1966年度全国私立短期大学体育大会にて出場した[86]。

## 大学関係者
- 鶴岡トシ：初代学長
- 高杉年雄：2代学長
- 有末四郎：3代学長
- 今井陽：4代学長
- 古瀬卓男：5代学長
- 鈴木武夫：7代学長

## 施設

### 札幌キャンパス
- 使用学科：幼児保育学科
- 使用専攻科：なし
- 使用附属施設：なし
- 交通アクセス：札幌市営地下鉄南北線真駒内駅より札幌市営バス93番又は定鉄バス12番で「藤野3条2丁目」バス停留所下車、徒歩でおよそ10分程度。
- 設備：創立者である鶴岡新太郎・トシ夫妻の胸像がある。キャンパスの裏手には「小鳥の村」がある。図書館の所蔵資料数はおよそ66,000冊となっていたが、恵庭キャンパスに移された。北海道文教大学附属高等学校及び北海道文教大学附属幼稚園として使用されていたが、2021年に恵庭市に移転した。

### 旧・恵庭キャンパス
- 使用学科：旧・食物栄養学科、旧・生活文化学科
- 使用専攻科：食物専攻
- 設備： 現在は、北海道文教大学のキャンパスとして使用されている。

### 寮
- 1964年に寄宿舎2を新築している[87]。

## 系列校
- 北海道文教大学
- 北海道文教大学附属高等学校
- 北海道文教大学附属幼稚園

## 社会との関わり
- 保育セミナーや文教子ども劇場を催している。

## 卒業後の進路について

### 編入学・進学実績
- 北海道文教大学への編入学が多い。